# Ricky Van Shelton
Ricky Van Shelton, född 12 januari 1952 i Danville, Virginia, USA, är en amerikansk countryartist, sångare och låtskrivare. Han slog igenom 1986 och har haft över 20 singlar på Billboards lista Hot Country Songs, bland annat tio ettor. Dessutom har han spelat in över tio studioalbum. 1991 hade han och Dolly Parton en duetthit med låten "Rockin' Years".

## Diskograf (urval)
Studioalbum
- 1987 – Wild-Eyed Dream
- 1988 – Loving Proof
- 1990 – RVS III
- 1994 – Love and Honor
- 2000 – Fried Green Tomatoes

Samlingsalbum
- 1992 – Greatest Hits Plus
- 1995 – Super Hits
- 1996 – Super Hits Vol. 2
- 1999 – 16 Biggest Hits

Singlar (topp 10 på Billboard Hot Country Songs)
- 1987 – "Crime of Passion" (#7)
- 1987 – "Somebody Lied" (#1)
- 1987 – "Life Turned Her That Way" (#1)
- 1988 – "Don't We All Have the Right" (#1)
- 1988 – "I'll Leave This World Loving You" (#1)
- 1988 – "From a Jack to a King" (#1)
- 1989 – "Hole in My Pocket" (#4)
- 1989 – "Living Proof" (#1)
- 1989 – "Statue of a Fool" (#2)
- 1990 – "I've Cried My Last Tear for You" (#1)
- 1990 – "I Meant Every Word He Said" (#2)
- 1990 – "Life's Little Ups and Downs" (#4)
- 1991 – "I Am a Simple Man" (#1)
- 1991 – "Keep It Between the Lines" (#1)
- 1991 – "Rockin' Years" (med Dolly Parton) (#1)
- 1992 – "Backroads" (#2)
- 1992 – "Wild Man" (#5)

## Utmärkelser
Academy of Country Music
- 1987 – Top New Male Vocalist

Country Music Association
- 1988 – Horizon Award
- 1989 – Male Vocalist of the Year